# ヨーロッパオリンピック委員会
ヨーロッパオリンピック委員会（ヨーロッパオリンピックいいんかい、European Olympic Committees）は、国内オリンピック委員会に加盟のうち、ヨーロッパ地区の大陸オリンピック委員会。本部はイタリア・ローマ。
2019年現在、50カ国が加盟。

## 加盟国
| コード | 国 / IOC 名称                                             | 注釈 |
| ------ | --------------------------------------------------------- | --- |
| ALB    | アルバニア                                                | 1958年委員会開設、翌年加入。 |
| AND    | アンドラ                                                  | 1971年委員会開設、1975年加入。 |
| ARM    | アルメニア                                                | RUSの一部（ ロシア）1900年 - 1912年 URSの一部（ ソビエト連邦）1924年 - 1988年 EUNの一部（ EUN）1992年 |
| AUT    | オーストリア                                              | |
| AZE    | アゼルバイジャン                                          | RUSの一部（ ロシア）1900年 - 1912年 URSの一部（ ソビエト連邦）1924年 - 1988年 EUNの一部（ EUN）1992年 |
| BEL    | ベルギー                                                  | 1906年委員会開設 |
| BIH    | ボスニア・ヘルツェゴビナ                                  | YUGの一部（ ユーゴスラビア）1920年 - 1988年 |
| BLR    | ベラルーシ                                                | RUSの一部（ ロシア）1900年 - 1912年 URSの一部（ ソビエト連邦）1924年 - 1988年 EUNの一部（ EUN）1992年 |
| BUL    | ブルガリア                                                | |
| CRO    | クロアチア                                                | YUGの一部（ ユーゴスラビア）1920年 - 1988年 |
| CYP    | キプロス                                                  | |
| CZE    | チェコ                                                    | BOH（）1900年 - 1912年 TCHの一部（ チェコスロバキア）1920年 - 1992年 |
| DEN    | デンマーク                                                | |
| ESP    | スペイン                                                  | |
| EST    | エストニア                                                | RUSの一部（ ロシア）1900年 - 1912年 現使用 1924年 - 1936年 URSの一部（ ソビエト連邦）1948年 - 1988年 再度使用 1992年 |
| FIN    | フィンランド                                              | |
| FRA    | フランス                                                  | |
| GBR    | イギリス IOC 名称：グレートブリテン                       | "グレートブリテンおよび北アイルランド連合王国" 1896年 - 1920年 現使用の始まり 1924年 コモンウェルスゲームズチーム出場： ENG イングランド NIR 北アイルランド SCO スコットランド WAL ウェールズ                                   |
| GEO    | ジョージア                                                | RUSの一部（ ロシア）1900年 - 1912年 URSの一部（ ソビエト連邦）1924年 - 1988年 EUNの一部（ EUN）1992年 |
| GER    | ドイツ                                                    | 現使用 1896年 - 1936年 国旗使用 1896年 - 1912年 国旗使用 1936年 分裂 FRG（ 西ドイツ） 及び GDR（ 東ドイツ）1952年、1968年 - 1988年 EUA統合（ 東西統一ドイツ）1956年 - 1964年 再度現使用 1992年                                  |
| GRE    | ギリシャ                                                  | 国旗使用 1896年 - 1976年 |
| HUN    | ハンガリー                                                | |
| IRL    | アイルランド                                              | "グレートブリテンおよび北アイルランド連合王国"の一部 1896年 - 1920年 現使用の始まり 1924年 |
| ISL    | アイスランド                                              | |
| ISR    | イスラエル                                                | |
| ITA    | イタリア                                                  | KIT（ Italy）使用 1896年 - 1936年 |
| KOS    | コソボ                                                    | YUGの一部（ ユーゴスラビア）1920年 - 1988年 IOP（Independent Olympic Participants）1992年 YUGの一部（ ユーゴスラビア）1996年 - 2002年 SCGの一部（ セルビア・モンテネグロ）2004年 - 2006年 SRBの一部（ セルビア）2008年 - 2014年 |
| LAT    | ラトビア                                                  | RUSの一部（ ロシア）1900年 - 1912年 現使用 1924年 - 1936年 URSの一部（ ソビエト連邦）1948年 - 1988年 再度使用 1992年 |
| LIE    | リヒテンシュタイン                                        | |
| LTU    | リトアニア                                                | RUSの一部（ ロシア）1900年 - 1912年 現使用 1924年 - 1936年 URSの一部（ ソビエト連邦）1948年 - 1988年 再度使用 1992年 |
| LUX    | ルクセンブルク                                            | |
| MDA    | モルドバ IOC 名称：モルドバ共和国                         | RUSの一部（ ロシア）1900年 - 1912年 · ROMの一部（ ルーマニア）1920年 - 1936年 · URSの一部（ ソビエト連邦）1952年 - 1988年 · EUNの一部（ EUN）1992年                                                                             |
| MKD    | 北マケドニア IOC 名称：マケドニア・旧ユーゴスラビア共和国 | YUGの一部（ ユーゴスラビア）1920年 - 1988年 IOP（Independent Olympic Participants）1992年 |
| MLT    | マルタ                                                    | |
| MNE    | モンテネグロ                                              | YUGの一部（ ユーゴスラビア）1920年 - 1988年 IOP（Independent Olympic Participants）1992年 YUGの一部（ ユーゴスラビア）1996年 - 2002年 SCGの一部（ セルビア・モンテネグロ）2004年 - 2006年 再度使用 2008年                       |
| MON    | モナコ                                                    | |
| NED    | オランダ                                                  | HOL（ホラント）1900年 - 1988年 |
| NOR    | ノルウェー                                                | |
| POL    | ポーランド                                                | |
| POR    | ポルトガル                                                | |
| ROU    | ルーマニア                                                | |
| RUS    | ロシア IOC 名称：ロシア連邦                               | 名称 "ロシア帝国" 1900年 - 1912年 URSに交換（ ソビエト連邦）1952年 - 1988年 EUNの一部（ EUN）1992年 現使用の始まり 1996年 |
| SLO    | スロベニア                                                | YUGの一部（ ユーゴスラビア）1920年 - 1988年 |
| SMR    | サンマリノ                                                | |
| SRB    | セルビア                                                  | YUGの一部（ ユーゴスラビア）1920年 - 1988年 IOP（Independent Olympic Participants）1992年 YUGの一部（ ユーゴスラビア）1996年 - 2002年 SCGの一部（ セルビア・モンテネグロ）2004年 - 2006年 再度使用 2008年                       |
| SUI    | スイス                                                    | |
| SVK    | スロバキア                                                | TCHの一部（ チェコスロバキア）1920年 - 1992年 |
| SWE    | スウェーデン                                              | |
| TUR    | トルコ                                                    | |
| UKR    | ウクライナ                                                | RUSの一部（ ロシア）1900年 - 1912年 URSの一部（ ソビエト連邦）1924年 - 1988年 EUNの一部（ EUN）1992年 |